# اندازه‌گیری درخت
درختان از نظر اندازه و شکل و عادات رشد بسیار متنوع هستند. نمونه‌ها ممکن است به صورت تنه‌های منفرد، توده‌های چند تنه، کف‌بری، پرگنه تاگی یا حتی مجتمع‌های درختی عجیب و غریب‌تر رشد کنند. بیشتر برنامه‌های درختکاری برتر، بر یافتن و اندازه‌گیری بزرگ‌ترین نمونه تک‌تنه‌ای از هر گونه تمرکز دارند. سه پارامتر اساسی وجود دارد که معمولاً برای توصیف اندازه یک درخت تک تنه اندازه‌گیری می‌شوند: اندازه‌گیری ارتفاع درخت، اندازه‌گیری محیط درخت و اندازه‌گیری تاج درخت. جنگلبانان همچنین اندازه‌گیری حجم درختان را انجام می‌دهند. راهنمای دقیقی برای این اندازه‌گیری‌های اساسی در کتاب «راهنمای اندازه‌گیری درختان انجمن درختان بومی شرقی نوشته ویل بلوزان ارائه شده است.
اینها خلاصه‌هایی از نحوه اندازه‌گیری درختان است که توسط گروه‌های مختلفی که در مستندسازی درختان بزرگ در سراسر جهان مشارکت دارند، ارائه شده است. این موارد شامل موارد زیر است: الف) دستورالعمل‌های اندازه‌گیری درختان جنگل‌های آمریکا؛ ب) فهرست ملی درختان بزرگ - درختان قهرمان استرالیا: اندازه‌گیری، ارزیابی و تأیید درختان؛ ج) فهرست درختان: سابقه‌ای منحصر به فرد از درختان برجسته و باستانی در بریتانیا و ایرلند - نحوه اندازه‌گیری درختان برای ثبت در فهرست درختان؛ و د) انجمن درختان برجسته نیوزیلند. پارامترهای دیگری که اندازه‌گیری شده‌اند شامل حجم تنه و شاخه، ساختار تاج درخت، حجم تاج پوشش و شکل کلی درخت هستند. مروری بر برخی از این اندازه‌گیری‌های پیشرفته‌تر در بلوزان بالا و در «پروتکل‌های اندازه‌گیری جستجوی تسوگا» نوشته ویل بلوزان و جس ریدل، سپتامبر ۲۰۰۶، و مدل‌سازی تنه درخت توسط رابرت لورت و لورت و دیگران مورد بحث قرار گرفته است. پروتکل‌های اندازه‌گیری مناسب برای درختان چندتنه و سایر اشکال عجیب‌وغریب‌تر، کمتر تعریف شده‌اند، اما برخی از دستورالعمل‌های کلی در زیر ارائه شده است.

## ارتفاع
ارتفاع درخت، فاصله عمودی بین پایه درخت و بالاترین شاخه در بالای درخت است. پایه درخت برای اندازه‌گیری ارتفاع و قطر، به ارتفاعی اطلاق می‌شود که مغز چوب درخت با سطح زمین زیر آن تقاطع دارد، یا به عبارتی «محل رویش بلوط». در شیب، این نقطه به‌عنوان میانگین ارتفاع زمین در دو طرف بالایی و پایینی درخت در نظر گرفته می‌شود. ارتفاع درخت را می‌توان به روش‌های مختلف و با دقت‌های متفاوت اندازه‌گیری کرد. روش‌های مستقیم وجود دارند؛ درختان کوتاه‌تر را می‌توان با استفاده از یک میله بلند که عمود بر زمین به سمت بالای درخت امتداد می‌یابد، اندازه‌گیری کرد. درختان بزرگ‌تر را می‌توان بالا رفت و از بالاترین نقطه صعود تا پایه درخت با نوار متر اندازه گرفت. فاصله تا بالای درخت را نیز در صورت نیاز می‌توان با استفاده از میله از آن نقطه اندازه‌گیری کرد. به‌طور تاریخی، مستقیم‌ترین روش برای تعیین ارتفاع درخت، قطع کردن آن و اندازه‌گیری آن به‌صورت خوابیده روی زمین بوده است.
ارتفاع درختان را می‌توان به‌صورت غیرمستقیم و از روی زمین نیز اندازه‌گیری کرد. ساده‌ترین روش‌های غیرمستقیم ارتفاع، همه مبتنی بر روش اندازه‌گیری با میله هستند. ارتفاع درخت با استفاده از اصل مثلث‌های مشابه محاسبه می‌شود. یک میله کوتاه به صورت عمودی و در فاصله بازوی فرد به سمت بالا گرفته می‌شود، به‌طوری که پایه میله به صورت عمودی قرار دارد. اندازه‌گیرنده به سمت درخت جلو و عقب می‌رود تا زمانی که پایه میله بالای دست پایین با پایه درخت و نوک میله با بالای درخت هم‌راستا شوند. سپس فاصله بین دست پایین تا چشم اندازه‌گیر، فاصله بین دست پایین تا نوک میله، و فاصله بین چشم تا پایه درخت با نوار متر اندازه‌گیری می‌شود. نسبت فاصله چشم تا دست به فاصله چشم تا پایه درخت برابر با نسبت طول میله به ارتفاع درخت است، به شرطی که نوک درخت دقیقاً عمود بر پایه آن قرار گرفته باشد.
(فاصله از چشم تا پایه درخت / فاصله از چشم تا پایه چوب) × طول چوب = ارتفاع درخت

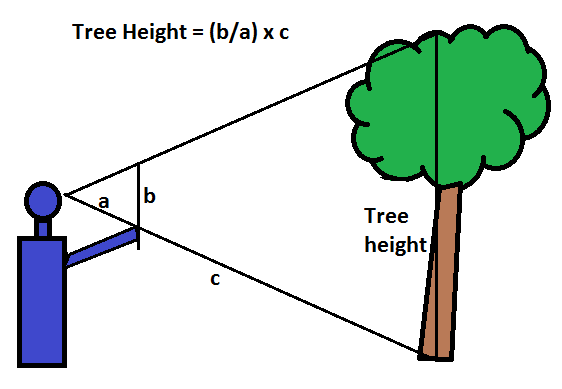
روش اندازه‌گیری با چوب

روش دوم از یک شیب‌سنج و یک نوار استفاده می‌کند و معمولاً در صنعت جنگلداری به کار می‌رود. این فرایند تابع تانژانت مثلثاتی را اعمال می‌کند. در این فرایند، فاصله افقی تا تنه درخت از یک موقعیت دید اندازه‌گیری می‌شود. زاویه تا بالای درخت با شیب‌سنج اندازه‌گیری می‌شود.
فاصله افقی در سطح چشم تا تنه درخت x مماس Θ = ارتفاع بالاتر از سطح چشم
اگر بخش‌هایی از درخت پایین‌تر از سطح چشم قرار داشته باشد، همان فرایند برای تعیین طول زیر سطح چشم به کار می‌رود و این مقدار به ارتفاع بالای سطح چشم اضافه می‌شود تا ارتفاع کل درخت مشخص گردد. انواع مختلف کلینومتر دارای مقیاس‌های خواندن متفاوتی هستند، اما همگی از یک عملکرد یکسان پیروی می‌کنند. اگر مقیاس به درجه باشد، محاسبات به همان صورت قبلی انجام می‌شود. اگر مقیاس به صورت درصد باشد، درصد خوانده شده در فاصله تا درخت ضرب می‌شود تا ارتفاع یا امتداد بالاتر و پایین‌تر از سطح چشم تعیین شود. برخی کلینومترها دارای مقیاس ۶۶ فوت هستند که در فاصله ۶۶ فوتی از درخت، ارتفاع بالاتر یا پایین‌تر از سطح چشم مستقیماً از روی مقیاس خوانده می‌شود. خطاها معمولاً در این نوع اندازه‌گیری‌ها رخ می‌دهند. این روش فرض می‌کند که نوک درخت دقیقاً بالای پایه درخت قرار دارد، اما در واقع نوک درخت ممکن است به‌طور قابل توجهی از نقطه‌ای که دقیقاً بالای پایه یا محل تراز تنه است، جابجا شده باشد. خطاهای معمول ناشی از این موضوع معمولاً در حدود ۱۰ تا ۲۰ فوت است. مشکل بزرگ‌تر اشتباه در شناسایی یک شاخه رو به جلو به جای نوک واقعی درخت است. خطاهای ناشی از این اشتباه می‌تواند منجر به اندازه‌گیری‌هایی با اختلاف چندین ده فوت شود و در برخی موارد خطاها بیش از چهل فوت بوده‌اند که حتی در فهرست‌های درختان قهرمان ثبت شده‌اند و در حداقل دو مورد، خطاها از ۶۰ فوت نیز فراتر رفته‌اند.

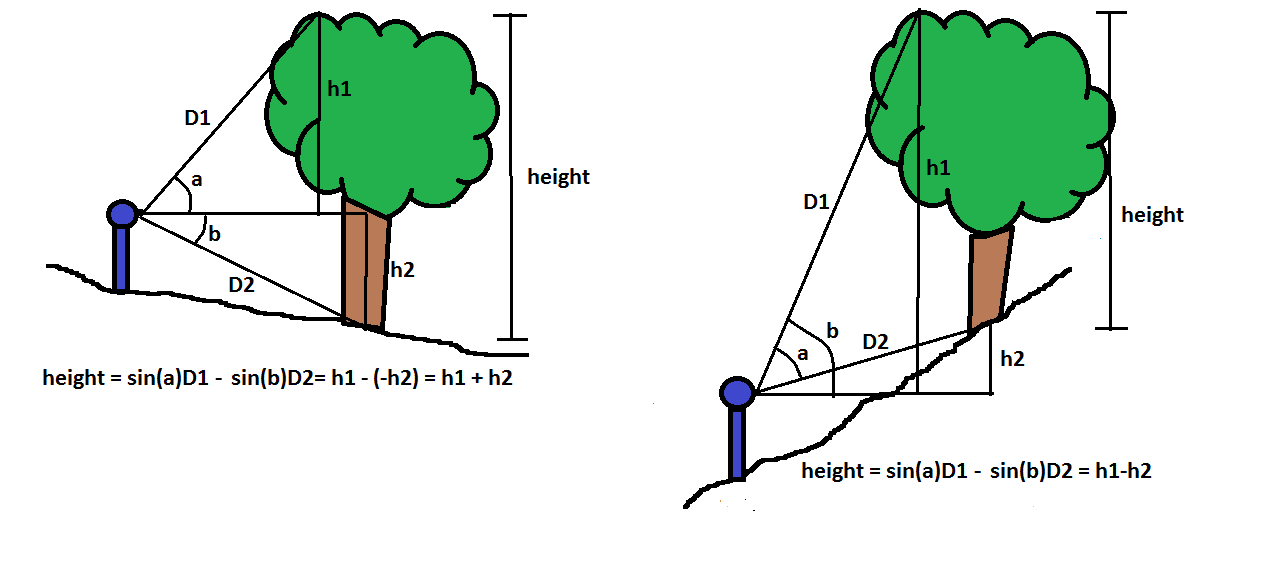
اندازه‌گیری ارتفاع سینوس

روش سوم غیرمستقیم، روش ارتفاع سینوسی یا روش ENTS نامیده می‌شود. این روش نیازمند استفاده از فاصله‌یاب لیزری و کلینومتر است. در این روش، فاصله تا نوک درخت به‌طور مستقیم توسط اندازه‌گیر با استفاده از فاصله‌یاب لیزری اندازه‌گیری می‌شود. زاویه تا نوک درخت با کلینومتر اندازه‌گیری می‌گردد. ارتفاع نوک درخت نسبت به سطح چشم به‌صورت زیر محاسبه می‌شود:
ارتفاع = فاصله تا نوک × سینوس زاویه Θ.
فرایند مشابه برای اندازه‌گیری امتداد پایه درخت پایین‌تر یا حتی بالاتر از سطح چشم نیز به کار می‌رود. از آنجا که اندازه‌گیری روی وتر مثلث قائم‌الزاویه انجام می‌شود و مثلث‌های بالا و پایین مستقل از هم هستند، جابجایی نوک درخت نسبت به پایه تأثیری در محاسبه ندارد. علاوه بر این، شاخه‌های بالایی درخت می‌توانند با فاصله‌یاب لیزری اسکن شوند تا نوک واقعی بلندترین شاخه مشخص گردد و خطای بزرگ اشتباه در شناسایی نوک درخت به حداقل برسد. اگر نوک واقعی درخت اشتباه شناسایی شود، ارتفاع اندازه‌گیری شده صرفاً کمتر از مقدار واقعی خواهد بود و اغراق نخواهد داشت. ارتفاع برای هدف اندازه‌گیری شده دقیق خواهد بود. با کالیبراسیون، چندین اندازه‌گیری و استفاده از تکنیکی برای مقابله با مقیاس‌هایی که فقط تا نزدیک‌ترین یارد یا متر خوانده می‌شوند، معمولاً می‌توان ارتفاع درختان را تا حدود یک فوت دقت اندازه‌گیری کرد. دیگر روش‌های اندازه‌گیری شامل نقشه‌برداری با ترانزیت و توتال استیشن، روش خط پایه بلند، روش اختلاف منظر و روش سه عمودی هستند.